# The Monkees
The Monkees var en amerikansk musikgrupp som bildades 1966 och som under 1967 sålde fler skivor än The Beatles och The Rolling Stones. Gruppen bestod ursprungligen av Micky Dolenz, Michael Nesmith, Peter Tork och Davy Jones, men då Jones avled 2012, Tork 2019 och Nesmith 2021 är Dolenz den ende kvarlevande medlemmen.

## Historia
The Monkees var också namnet på den TV-serie som sändes en gång i veckan i USA mellan den 12 september 1966 och 19 augusti 1968. Sammanlagt sändes 58 stycken 25 minuter långa avsnitt av TV-serien.
Gruppen bildades på initiativ av TV-producenterna Bert Schneider och Bob Rafelson vid TV-bolaget NBC med huvudsyfte att få en grupp som skulle vara huvudpersoner i TV-programmet. Idén och inspirationen till programmet var Richard Lesters Beatles-film A Hard Day's Night. Även namnet The Monkees bildades i analogi med The Beatles, det vill säga ett felstavat djurnamn. För att hitta medlemmarna i gruppen satte man in annonser i olika tidningar och sökte efter intresserade personer.
Kritiker menade att gruppen var en ren kommersiell produkt och sammansatt endast med syfte att producera TV-programmet. Till en början spelade gruppmedlemmarna inte själva sina instrument utan fungerade endast som skådespelare. De stod dock hela tiden själva för sången. Trots kritiken hade gruppen under en tid stor framgång hos den målgrupp man var ute efter, dåtidens tonåringar. The Monkees brukar anses vara pophistoriens första pojkband.
Gruppen fick flera hits, exempelvis "Last Train to Clarksville", "I'm a Believer" (skriven av Neil Diamond), "(I'm Not Your) Steppin' Stone", "The Girl I Knew Somewhere", "Pleasant Valley Sunday", "Daydream Believer" och "Valleri". Flera av gruppens största låtar skrevs och producerades tillsammans av Tommy Boyce och Bobby Hart (jämför Boyce & Hart).
Efter TV-serien kom filmen Head år 1968. Därefter gjordes en TV-special 33 1/3 Revolutions Per Monkee (1969). Efter den lämnade Tork gruppen. Två album senare lämnade även Nesmith gruppen, som nu decimerades till en duo bestående av Dolenz och Jones. Efter albumet Changes upplöstes The Monkees.
Gruppen har därefter återförenats flera gånger, de flesta gångerna utan Nesmith. Värt att notera är dock albumet Justus från 1996 där samtliga fyra gruppmedlemmar återförenades och spelade alla instrument själva. Alla fyra deltog också i en kortare englandsturné 1997, kallad Justus tour . När turnén senare fortsatte i USA hoppade dock Mike Nesmith av.
2011 återförenades The Monkees (Jones, Dolenz och Tork) för en turné i England och därefter USA. Kritikermässigt blev detta gruppens mest framgångsrika turné någonsin. Bland annat framförde man då hela soundtracket till filmen Head.
Den 29 februari 2012 avled Davy Jones av en hjärtinfarkt. Jones blev 66 år.
I början av augusti 2012 annonserades en kortare USA-turné (tolv konserter) av gruppen under november och december 2012. Denna gång deltog även Mike Nesmith, vilket innebär att det var första gången han turnerade med The Monkees i USA sedan 1969.
Den 21 februari 2019 avled Peter Tork. Han blev 77 år.
Den 10 december 2021 avled Michael Nesmith. Han blev 78 år.

## Bandmedlemmar
Nuvarande medlemmar
- Micky Dolenz – trummor, sång (1966–1971, 1986–1989, 1996–1997, 2001–2002, 2011–)

Tidigare medlemmar
- Davy Jones – sång, gitarr, tamburin, maracas (1966–1971, 1986–1989, 1996–1997, 2001–2002, 2011–2012; avliden 2012)
- Peter Tork – basgitarr, banjo, sång, keyboards (1966–1968, 1986–1989, 1996–1997, 2001, 2011–2019; avliden 2019)
- Michael Nesmith – gitarr, sång (1966–1970, 1986, 1989, 1996–1997, 2012–2014, 2016, 2018-2021; avliden 2021)

## Diskografi (urval)

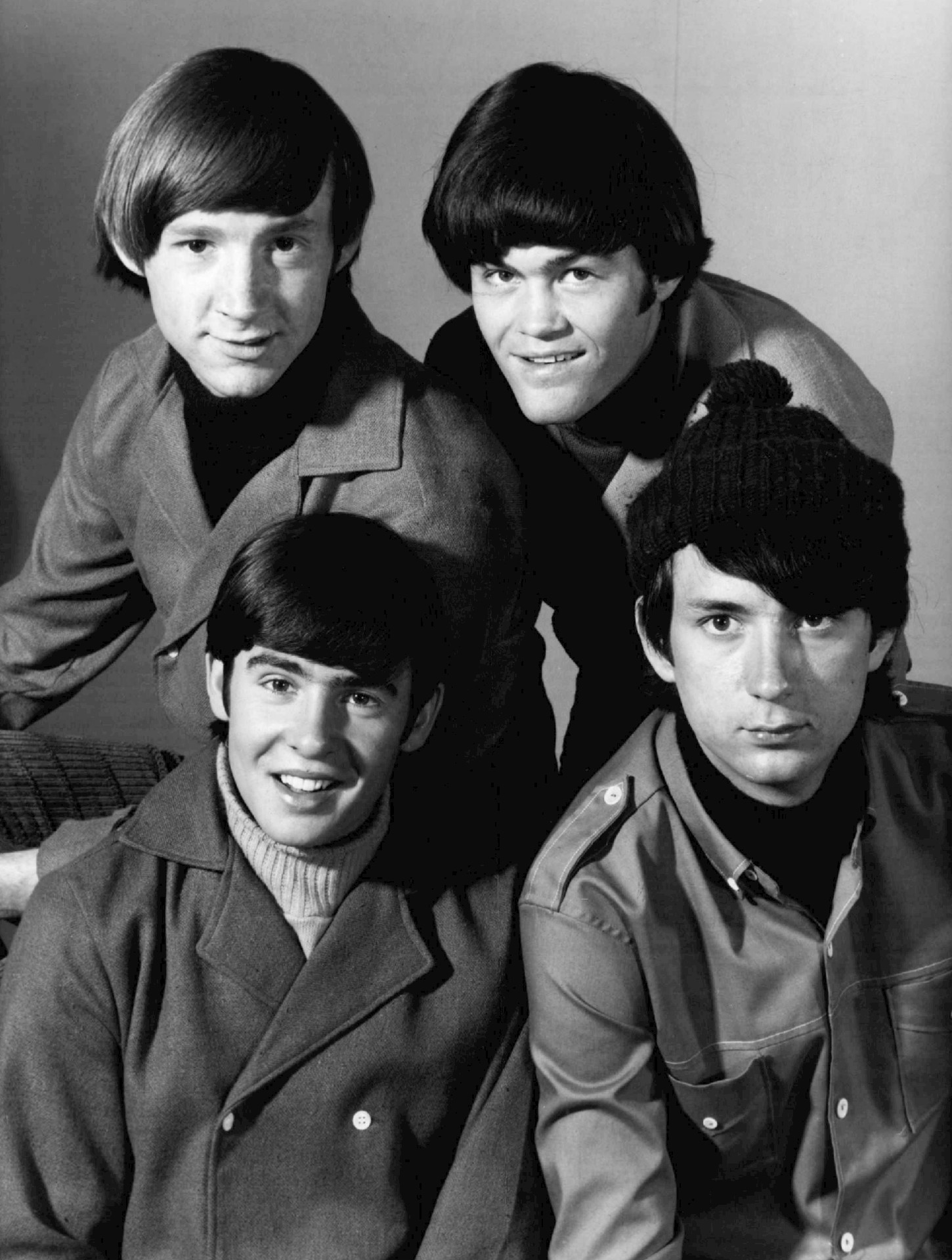
The Monkees 1966.

### Album
Studioalbum
- The Monkees (1966)
- More of the Monkees (1967)
- Headquarters (1967)
- Pisces, Aquarius, Capricorn & Jones Ltd. (1967)
- The Birds, the Bees & the Monkees (1968)
- Head (1968) (soundtrack)
- Instant Replay (1969)
- The Monkees Present (1969)
- Changes (1970)
- Pool It! (1987)
- Justus (1996)
- Good Times! (2016)
- Christmas Party (2018)

Livealbum
- 20th Anniversary Tour Live (1986)
- Live 1967 (1987) (inspelad 1967)
- Summer 1967 The Complete U.S. Concert Recordings (2001) (4 konserter inspelade 1967, 4-CD box)
- Live Summer Tour (2002) (inspelat 2002)

Samlingsalbum
- Then & Now... The Best of the Monkees (1986) (med 3 nyinspelade låtar)
- Missing Links (1987) (tidigare outgivna låtar)
- Missing Links Volume 2 (1990) (tidigare outgivna låtar)
- Listen To The Band (1992) (4-CD samlingsbox med en del tidigare outgivna låtar och versioner)
- Missing Links Volume 3 (1996) (tidigare outgivna låtar och versioner)
- Headquarters Sessions (2000) (3-CD box med material inspelat under Headquarters-albumet)

Som Dolenz, Jones, Boyce & Hart
- Dolenz, Jones, Boyce & Hart (1975)
- Concert In Japan (1976) (live, Dolenz, Jones, Boyce & Hart)

### Singlar
(Singelplacering i Billboard inom parentes. Placering i England=UK) 
- "Last Train to Clarksville" (1966) (#1)
- "I'm A Believer" (1966) (#1)
- "(I'm Not Your) Steppin' Stone" (1966) (#20)
- "A Little Bit Me, a Little Bit You" (1967) (#2)
- "The Girl I Knew Somewhere" (1967) (#39)
- "Randy Scouse Git" (1967) (UK #1)
- "Pleasant Valley Sunday" (1967) (#3)
- "Words" (1967) (#11)
- "Daydream Believer" (1967) (#1)
- "Valleri" (1968) (#3)
- "Tapioca Tundra" (1968) (#34)
- "D. W. Washburn" (1968) (#19)
- "It's Nice To Be With You" (1968) (#51)
- "Porpoise Song" (theme from HEAD) (1968) (#62)
- "Teardrop City" (1969) (#56)
- "Listen to the Band" (1969) (#63)
- "Someday Man" (1969) (#81)
- "Good Clean Fun" (1969) (#82)
- "Oh My My" (1970) (#98)
- "That Was Then, This Is Now" (1986) (#20)
- "Heart and Soul" (1987) (#27)

## Avsnittsförteckning

### Första säsongen
1. Royal Flush
2. Monkee See, Monkee Die
3. Monkee Vs. Machine
4. Your Friendly Neighborhood Kidnappers
5. The Spy Who Came In From The Cool
6. Success Story
7. Monkees In A Ghost Town
8. Don't Look A Gift Horse In The Mouth
9. The Chaperone
10. Here Come The Monkees (ursprungliga pilotavsnittet)
11. Monkees A La Carte
12. I've Got A Little Song Here
13. One Man Shy
14. Dance, Monkees, Dance
15. Too Many Girls
16. Son Of A Gypsy
17. The Case Of The Missing Monkee
18. I Was A Teenage Monster
19. The Audition
20. Monkees In The Ring
21. The Prince And The Pauper
22. Monkees At The Circus
23. Captain Crocodile
24. Monkees A La Mode
25. Alias Micky Dolenz
26. Monkee Chow Mein
27. Monkee Mother
28. Monkees On The Line
29. Monkees Get Out More Dirt
30. Monkees In Manhattan
31. Monkees At The Movies
32. Monkees On Tour

### Andra säsongen
1. It's A Nice Place To Visit
2. The Picture Frame
3. Everywhere A Sheik, Sheik
4. Monkee Mayor
5. Art, For Monkees' Sake
6. I Was A 99Lb. Weakling
7. Hillbilly Honeymoon
8. Monkees Marooned
9. Card Carrying Red Shoes
10. The Wild Monkees
11. A Coffin Too Frequent
12. Hitting The High Seas
13. Monkees In Texas
14. Monkees On The Wheel
15. The Christmas Show
16. Fairy Tale
17. Monkees Watch Their Feet
18. Monstrous Monkee Mash
19. The Monkees' Paw
20. The Devil & Peter Tork
21. Monkees Race Again
22. The Monkees In Paris
23. Monkees Mind Their Manor
24. Some Like It Lukewarm
25. Monkees Blow Their Minds
26. Mijacogeo (The Frodis Caper)